# 纽伯恩 (阿拉巴马州)
纽伯恩（英文：Newbern），是美国阿拉巴马州下属的一座城市。面积约为1.16平方英里（约合3.01平方公里）。根据2010年美国人口普查，该市有人口186人，人口密度为160.07/平方英里（约合61.79/平方公里）。